# Marsel İlhan
Pour les articles homonymes, voir Ilhan.
Marsel Ilhan (ou Marsel İlhan en turc), né Marsel Khamdamov le 11 juin 1987 à Samarcande (alors en URSS), est un joueur de tennis professionnel turc.
Lors de l'US Open 2009, il est devenu le premier Turc à disputer le tableau final d'un tournoi du Grand Chelem. Il a été membre de l'équipe de Turquie de Coupe Davis entre 2007 et 2017.

## Biographie
Né à Samarcande dans l'Ouzbékistan soviétique, son père meurt d'un cancer dans les années 1990. Marsel Khamdamov émigre avec sa mère en Turquie en 2004 où il reçoit le soutien de la fédération nationale. Il obtient la nationalité turque en 2006 et change son nom en İlhan (écrit Ilhan dans les sources occidentales).

## Carrière
Sa carrière décolle rapidement au cours de la saison 2007 lorsqu'il parvient à passer de la 1360e à la 328e place. Il dispute une finale en Challenger à Karshi puis en remporte un en Israël l'année suivante.
En 2008, Marsel Ilhan devient le premier Turc à disputer le tableau qualificatif d'un tournoi du Grand Chelem lors du tournoi de Wimbledon. Lors de l'US Open 2009, il intègre le tableau final après avoir disputé les qualifications. Il passe même un tour face au Belge Christophe Rochus avant de s'incliner face à l'Américain John Isner. L'année suivante, il dispute l'Open d'Australie en tant que lucky loser et atteint le deuxième tour en éliminant Sébastien Grosjean qui dispute l'un des derniers matchs de sa carrière, puis s'incline contre Fernando González. Il se distingue lors du tournoi de Rotterdam en écartant Guillermo García-López, ainsi qu'au Masters de Miami en battant Pablo Cuevas au premier tour. À Wimbledon, il se qualifie et il bat le Brésilien Marcos Daniel au 1er tour, avant de perdre contre le Roumain Victor Hănescu. En fin d'année, il devient le premier Turc à faire son entrée dans le top 100.
En 2011, son classement lui permet d'intégrer directement le tableau final de l'Open d'Australie mais il perd dès le premier tour. À nouveau lucky loser, Ilhan intègre le tableau de Roland-Garros, où il élimine Tommy Haas, de retour de blessure après plus d'un an d'absence, avant de perdre 13-11 au cinquième set contre Guillermo García-López. Il se qualifie à nouveau pour l'US Open et perd au deuxième tour contre Fernando Verdasco.
En 2015, il atteint les quarts de finale de l'ATP 500 de Dubaï après avoir battu Alexander Zverev puis le n°13 mondial Feliciano López. Il est battu par Novak Djokovic. Lors du Masters de Rome, il élimine Adrian Mannarino, 29e à l'ATP. Il signe sa meilleure performance en Grand Chelem en battant le 47e mondial Jerzy Janowicz à Wimbledon. Fin 2016, il chute au classement et retourne jouer sur les circuits Challenger et ITF.

## Palmarès
Marsel Ilhan a remporté 19 tournois Futures en simple dont 15 en Turquie, ainsi que quatre tournois Challenger : Ramat Ha-Sharon en 2008, Banja Luka en 2010, Kazan en 2014 et Izmir en 2015.

## Parcours dans les tournois duGrand Chelem

### En simple
| Année | Open d'Australie | Open d'Australie | Internationaux de France | Internationaux de France | Wimbledon       | Wimbledon      | US Open        | US Open      |
| ----- | ---------------- | ---------------- | ------------------------ | ------------------------ | --------------- | -------------- | -------------- | ------------ |
| 2009  | —                | —                | —                        | —                        | —               | —              | 2e tour (1/32) | John Isner   |
| 2010  | 2e tour (1/32)   | F. González      | —                        | —                        | 2e tour (1/32)  | Victor Hănescu | —              | —            |
| 2011  | 1er tour (1/64)  | Mikhail Youzhny  | 2e tour (1/32)           | G. García-López          | —               | —              | 2e tour (1/32) | F. Verdasco  |
| 2012  | —                | —                | —                        | —                        | —               | —              | —              | —            |
| 2013  | —                | —                | —                        | —                        | —               | —              | —              | —            |
| 2014  | —                | —                | —                        | —                        | 1er tour (1/64) | Denis Kudla    | —              | —            |
| 2015  | 1er tour (1/64)  | S. Wawrinka      | 1er tour (1/64)          | S. Wawrinka              | 2e tour (1/32)  | Kevin Anderson | 2e tour (1/32) | Benoît Paire |
| 2016  | —                | —                | 1er tour (1/64)          | Steve Darcis             | —               | —              | —              | —            |

N.B. : à droite du résultat se trouve le nom de l'ultime adversaire.

## Parcours dans lesMasters 1000
| Année | Indian Wells       | Miami               | Monte-Carlo | Madrid           | Rome | Canada | Cincinnati           | Shanghai             | Paris |
| ----- | ------------------ | ------------------- | ----------- | ---------------- | ---- | ------ | -------------------- | -------------------- | ----- |
| 2010  | —                  | 2e tour Juan Mónaco | —           | —                | —    | —      | —                    | 1er tour T. Bellucci | —     |
| 2011  | 1er tour M. Raonic | 2e tour V. Troicki  | —           | —                | —    | —      | 1er tour G. Dimitrov | 1er tour G. Dimitrov | —     |
| 2015  | —                  | —                   | —           | 2e tour R. Nadal | —    | —      | —                    | —                    | —     |

N.B. : sous le résultat se trouve le nom de l’ultime adversaire.